# Ван Рюей
Ван Рюей (кит.: 陳庭揚; нар. 10 серпня 1993, Хуалянський округ, Тайвань) — тайваньський футболіст, центральний захисник клубу «Тайчунг Футуро» та національної збірної Тайваню. У 2015 році був капітаном олімпійської збірної Китайського Тайбею (U-23).

## Клубна кар'єра
Розпочав грати у футбол у початковій школі. Навчався та грав у футбол у середній школі Мейлун та середній школі Хуалянь.
У 2018 році приєднався до «Тайпавер» з Тайванської корпоративної футбольної ліги після того, як його звільнили від тренувань у національній команді.
27 грудня 2018 року приєднався до представника Прем'єр-ліги Гонконгу «Юен Лонг». 13 січня 2019 року дебютував за «Юен Лонг» Прем'єр-лізі Гонконгу проти «Пегасуса» (клуб, де раніше грав капітан збірної Китайського Тайбею Чень По-лян). 12 червня 2019 року помічник головного тренера Фабіо Лопеш підтвердив, що Ван залишиться в команді на наступний сезон.
У червні 2020 року через серйозну епідемію особливої інфекційної пневмонії Суперліга Гонконгу 2019/20 була призупинена один раз у лютому та двічі в березні. Після поновлення чемпіонату «Юен Лонг», «Стандард Вондерерз», «Гонконг Пегасус» та «Тай По» відмовилися від подальших виступів, «Юен Лонг» і «Тай По» вирішили не виступати у Прем'єр-лізі й наступного сезону. 2 травня 2020 року Ван оголосив, що його контракт із «Юен Лонгом» розірвано, після чого він повернувся на Тайвань, де тренувався разом з «Ганг Юном». Проте вже наприкінці липня того ж року приєднався до «Тайчунг Футуро», у футболці якого дебютував у 3-му турі Прем'єр-ліги Тайваню.

## Кар'єра в збірній
Викликався до юнацької збірної Китайського Тайбею (U-18) на третьому курсі старшої школи.
12 березня 2015 року дебютував за національну збірну Китайського Тайбею в матчі азійської кваліфікації чемпіонату світу 2018 роки проти Брунею. 17 березня 2015 року у виїзному поєдинку азійської кваліфікації чемпіонату світу 2018 року проти Брунею відзначився першим голом за національну збірну та допоміг їй вийти до другого раунду кваліфікації.
27 березня 2015 року представляв олімпійську футбольну збірну Китайського Тайбею у відбірковому матчі чемпіонату Азії (U-23) 2016.

## Особисте життя
Ван походить з племені Матаан народу Аміс. Його двоюрідна сестра Ван Ксянхуей — капітан жіночої футбольної команди Китайського Тайбею.

## Статистика виступів

### У збірній

#### По матчах
| Китайський Тайбей | Китайський Тайбей | Китайський Тайбей | Китайський Тайбей |
| Рік               | Матчі             | Голи              |                   |
| ----------------- | ----------------- | ----------------- | ----------------- |
| 2015              | 5                 | 1                 |                   |
| 2016              | 4                 | 0                 |                   |
| 2018              | 4                 | 0                 |                   |
| 2019              | 9                 | 0                 |                   |
| Загалом           | 22                | 1                 |                   |

| Китайський Тайбей (U-23) | Китайський Тайбей (U-23) | Китайський Тайбей (U-23) | Китайський Тайбей (U-23) |
| Рік                      | Матчі                    | Голи                     |                          |
| ------------------------ | ------------------------ | ------------------------ | ------------------------ |
| 2015                     | 3                        | 0                        |                          |
| Загалом                  | 3                        | 0                        |                          |

#### Голи за збірну
Рахунок та результат збірної Китайського Тайбею вказано на першому місці.
| #  | Дата            | Місце                                        | Суперник | Рахунок | Результат | Змагання                           |
| -- | --------------- | -------------------------------------------- | -------- | ------- | --------- | ---------------------------------- |
| 1. | 17 березня 2015 | Султан Хассанал Болкіах, Бандар-Сері-Бегаван | Бруней   | 1–0     | 2–0       | кваліфікація чемпіонату світу 2018 |